# Hobus
Hobus is een monotypisch geslacht van schimmels uit de orde Pleosporales. Het bevat alleen Hobus wogradensis. De familie is nog niet eenduidig bepaald (Incertae sedis).